# Kijevo
Kijevo és un poble de Croàcia situat al comtat de Šibenik-Knin, a Dalmàcia. El 2011 tenia 417 habitants.